# Glendale (Utah)
Glendale é uma cidade  localizada no estado norte-americano de Utah, no Condado de Kane.

## Demografia
Segundo o censo norte-americano de 2000, a sua população era de 355 habitantes.
Em 2006, foi estimada uma população de 350, um decréscimo de 5 (-1.4%).

## Geografia
De acordo com o United States Census Bureau tem uma área de
20,2 km², dos quais 20,2 km² cobertos por terra e 0,0 km² cobertos por água. Glendale localiza-se a aproximadamente 1701 m acima do nível do mar.

## Localidades na vizinhança
O diagrama seguinte representa as localidades num raio de 40 km ao redor de Glendale.